# Scitala aureorufa
Scitala aureorufa är en skalbaggsart som beskrevs av Blanchard 1850. Scitala aureorufa ingår i släktet Scitala och familjen Melolonthidae. Inga underarter finns listade i Catalogue of Life.